# Перший канал Польського радіо
Перший канал Польського радіо, скорочено PR1 (пол. Polskie Radio Program I, Jedynka, Radiowa Jedynka, Program Pierwszy Polskiego Radia) — польська суспільна радіостанція, яка входить до національного мовника «Польське Радіо». Регулярно мовить з 18 квітня 1926 року.
PR1 транслює універсальну програму для широкої аудиторії, що вирізняється великим обсягом програм. Транслюється на довгій хвилі системи модуляції амплітуди на частотах від 225 кГц з радіомовного центру в Сольці Куявському та в FM-діапазоні по всій Польщі, у цифровому форматі, а також через інтернет, HbbTV та супутникової цифрової платформи без кодування.
У ніч з 30 на 31 травня 2007 року, за  п'ять хвилин після опівночі, було здійснено розподіл частот. Через слабкий діапазон радіостанцій FM, більшість частот Першого каналу було замінено на частоти Другого каналу та «Radio Bis». Завдяки цьому Перший канал мовить на ультракоротких хвилях майже на свій території Польщі.
Загальний діапазон прийому PR1 в смузі УКХ (станом на липень 2012 року) охоплює 92,33% населення країни та 90,19% території Польщі. Трансляція на довгих хвилях розширенням.
22 вересня 2012 року радіостанція запустила музичну програму, яка змінила формат мовлення. 21 січня 2016 року попередній формат мовлення було відновлено.
У 2016 році в ефір повернулися цілий ряд традиційних передач та програм. Крім того, у рамках трансляції «Lato z Radio» з'явилися служби новин іноземними мовами, підготовлені журналістами Польського радіо для іноземців. З 3 вересня 2016 року знову виходить повний варіант національного гімну. У рамках осінньої програми, яка діє з 23 вересня, з'явилися нові програми.
Згідно дослідження «Radio Track» (зроблене Millward Brown SMG / KRC) за період з квітня по червень 2016 року, частка охоплення аудиторії Першого каналу становила 8%, що дало станції 4 місце у рейтингу. З березня по травень 2019 року частка радіостанції становила 5,9 відсотка.
21 червня 2019 року о 9:00 вийшла в ефір музична програма станції. Однак 1 вересня 2019 року о 00:00 радіостанція продовжила мовлення згідно осінньої програми.

## Мережа
Міста, передавачі та частоти
| - Білосток/RTCN Krynice – 92,3 MHz - Бялогард/RTCN Sławoborze – 106,0 MHz - Свідниця – 98,8 MHz - Бещади/TON Góra Jawor – 90,7 MHz - Богатиня – 92,8 MHz - Бидгощ/RTCN Trzeciewiec – 106,6 MHz - Ченстохова/RTCN Wręczyca – 87,5 MHz - Демблін/RTCN Ryki – 105,1 MHz - Добромеж/SLR Dobromierz – 88,9 MHz - Душники-Здруй – 96,8 MHz - Гданськ/RTCN Chwaszczyno – 95,7 MHz - Гіжицько/RTCN Miłki – 97,1 MHz - Горлиці — 105,4 MHz - Ґожув-Велькопольський/Komin EC – 89,3 MHz - Грудзьондз – 99,6 MHz - Ілава/RTON Kisielice – 94,8 MHz - Єленя-Ґура/Śnieżne Kotły – 92,5 MHz - Каліш/RTCN Mikstat – 100,0 MHz - Катовиці/RTCN Katowice/Kosztowy – 97,9 MHz - Кендзежин-Козьле – 101,8 MHz - Кельці/RTCN Święty Krzyż – 92,3 MHz | - Клодзько/RTON Czarna Góra – 97,6 MHz - Конін/RTCN Żółwieniec\|Żółwieniec – 87,7 MHz - Кошалін/RTCN Gołogóra – 107,9 MHz - Краків/RTCN Kraków Chorągwica – 89,4 MHz - Криниця-Здруй/TSR Jaworzyna Krynicka – 106,4 MHz - Кутно – 101,6 MHz - Ліхвін – 91,1 MHz - Лежайськ – 96,8 MHz - Лемборк/Скурово – 100,5 MHz - Любачів – 100,0 MHz - Любань/RTON Nowa Karczma – 99,0 MHz - Люблін/RTCN Piaski – 90,8 MHz - Лодзь – 107,8 MHz - Ольштин/RTCN Olsztyn Pieczewo – 93,0 MHz - Опочно/Пшисуха – 92,0 MHz - Ополе/RTCN Chrzelice – 88,3 MHz - Остроленка/Лави – 106,7 MHz - Піла/RTCN Rusinowo – 101,9 MHz - Плоцьк/RTCN Rachocin – 92,2 MHz - Познань/RTCN Śrem – 92,3 MHz - Пшасниш – 105,9 MHz - Перемишль/RTCN Tatarska Góra – 87,8 MHz | - Рабка-Здруй/RTON Luboń Wielki – 93,4 MHz - Радом – 104,5 MHz - Ряшів/RTCN Sucha Góra – 88,0 MHz - Седльце/RTCN Łosice – 88,3 MHz - Слупськ – 104,3 MHz - Солець Куявський/RCN Solec Kujawski – 225 kHz. - Стальова Воля – 98,3 MHz - Сувалки/RTCN Krzemianucha – 105,5 MHz - Щавниця/RTON Przehyba – 88,0 MHz - Щецин/RTCN Kołowo – 100,3 MHz - Свіноуйсьце – 107,7 MHz - Варшава – 92,4 MHz - Warszawa/Raszyn – 102,4 MHz - Вонгровець – 101,3 MHz - Вісла/RTON Skrzyczne – 91,5 MHz - Вроцлав/RTCN Ślęża – 98,8 MHz - Закопане/RTON Gubałówka – 92,8 MHz - Замостя/Феліксувка – 105,7 MHz - Зелена Гура/RTCN Jemiołów – 105,0 MHz - RTCN Żagań – 91,2 MHz |

З 1 жовтня 2013 року станція мовить у цифровому форматі DAB+.